# Schläppchen

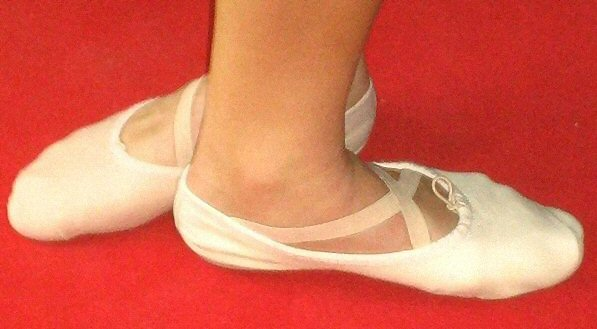
Weiße Ballettschläppchen

Schläppchen sind Schuhe, die beim Ballett-Training getragen werden. Die Ballettschuhe sind aus Leder, Leinen oder Satin angefertigt. Die Sohle besteht entweder aus einem durchgängigen Stück Rauleder oder zwei Lederstückchen am Ballen und an der Ferse. Sie umschließen den Fuß wie eine zweite Haut und ermöglichen aufgrund ihrer Weichheit, dass der Boden vom Fuß gefühlt werden kann und sich der Fuß gut zur Spitze strecken lässt. Nicht zu verwechseln sind solche Schläppchen mit Spitzenschuhen, die harte Sohlen und eine verstärkte Spitze haben. Auch unterscheiden sie sich von Gymnastikschläppchen.